# Sor Verònica
María José Berzosa Martínez, coneguda com a Sor Verònica (Aranda de Duero, Burgos, 27 d'agost de 1965) és una religiosa catòlica espanyola, fundadora de l'institut religiós contemplatiu Iesu Communio. Sor Verónica és germana del bisbe Raúl Berzosa.
El 1984 va abandonar la carrera de Medicina i va ingressar al Monestir de l'Ascensió del nostre Senyor de Lerma i deu anys després va ser nomenada mestra de novícies. Va ser nomenada el 2009 abadessa de les clarisses del monestir autònom de l'Ascensió del nostre Senyor de Lerma. Posteriorment, va ser autoritzada a desdoblar el cenobi en dues seus, establint-se també en un convent de l'Aguilera (Burgos).
El 8 de desembre de 2010 es va crear l'institut religiós de Dret pontifici Iesu Communio, mitjançant transformació del monestir autònom de l'Ascensió de Lerma i es va reconèixer a sor Verónica com a fundadora i superiora general. Des de 2015 Iesu Communio té com casa mare el convent de l'Aguilera, després d'haver abandonat les seves últimes ocupants el monestir de l'Ascensió del nostre Senyor de Lerma.